# Гагаузская диаспора
Гагаузская диаспора — гагаузы, проживающие за пределами Гагаузии и Республики Молдова. Согласно оценочным данным, численность проживающих вне выше названных республик составляет 124 тысяч человек.

## Диаспоры
Больше всего представителей гагаузов за рубежом проживает в следующих странах:
- Украина (31 923 чел.[1]),
- Турция (15 000 чел.[2]),
- Греция (3 000 чел.[2]),
- Болгария (3 000 чел.),
- Румыния (1 500 чел.),

Значительные группы гагаузов проживают в России и Казахстане.